# Guinevere Turner

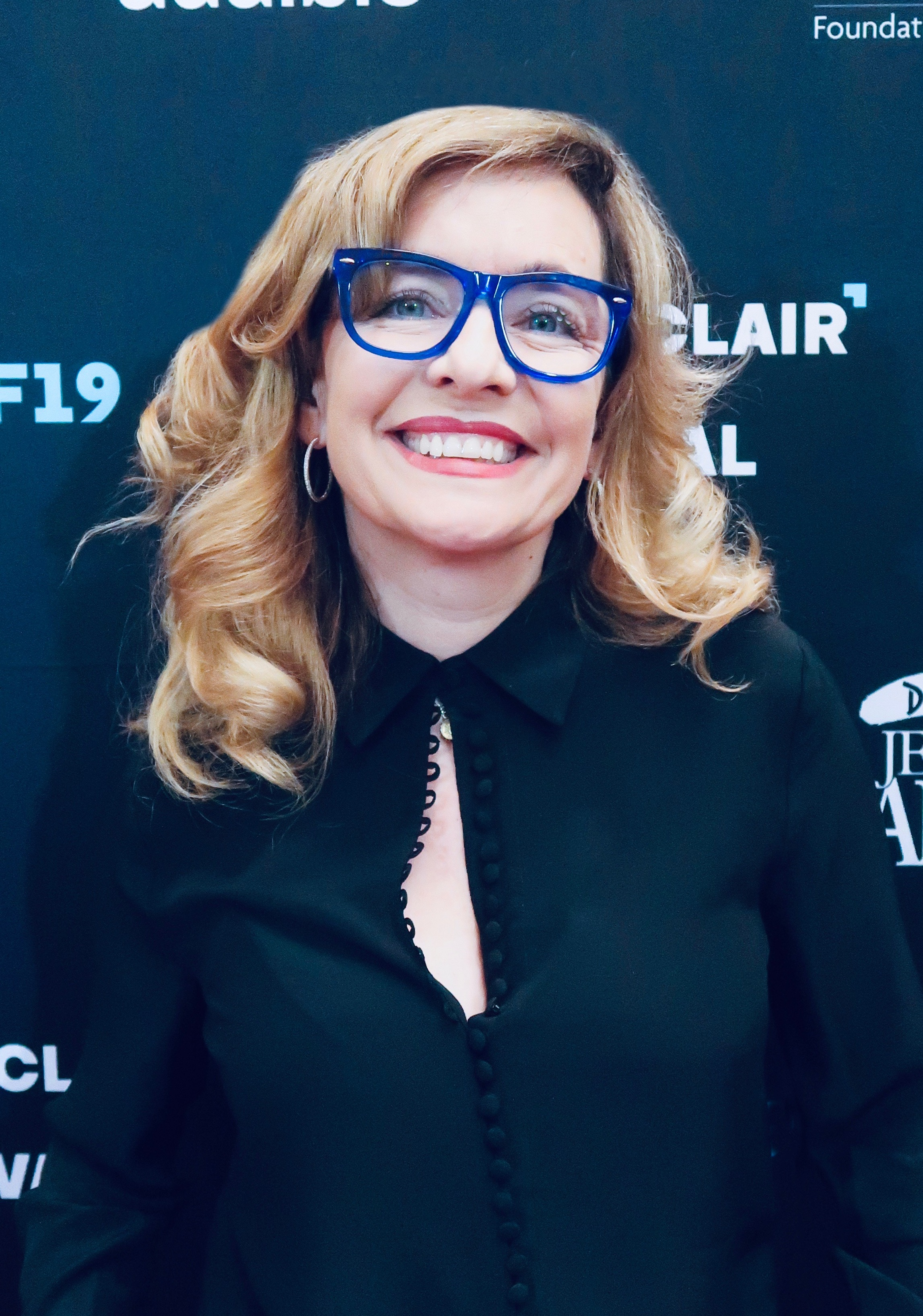
Guinevere Turner (2019)

Guinevere Turner (* 23. Mai 1968 in Boston, Massachusetts) ist eine US-amerikanische Schauspielerin und Drehbuchautorin.

## Filmisches Schaffen
Die offen lesbisch lebende Turner schrieb zusammen mit ihrer ehemaligen Partnerin Rose Troche Drehbücher zu der US-Lesbenserie The L Word – Wenn Frauen Frauen lieben und dem Film Go Fish (1994), in denen sie auch als Schauspielerin agierte. Go Fish erhielt zahlreiche internationale Auszeichnungen, darunter auch den Teddy Award der Berliner Filmfestspiele und den Lambda Literary Award in der Kategorie Drama.
1997 spielte Turner in der britischen BDSM/Fetisch Komödie Preaching to the Perverted die aus New York City stammende Domina Tanya Cheex. In Filmen wie Chasing Amy (1997) und Dogma (1998) arbeitete Turner mit dem US-amerikanischen Drehbuchautor und Schauspieler Kevin Smith zusammen, mit dem sie seit vielen Jahren befreundet ist. Mit diesen Filmen wurde sie auch einem breiteren Publikum außerhalb der USA bekannt.
Gemeinsam mit der Regisseurin Mary Harron schrieb sie unter anderem die Adaption des Bret-Easton-Ellis-Romans American Psycho (2000) und das Drehbuch zu The Notorious Bettie Page (2005), einer Filmbiografie der 50er-Jahre Pin-Up-Legende Bettie Page.
Turner entwickelte zudem auch das Drehbuch für die Verfilmung des gleichnamigen Computerspiels BloodRayne von Uwe Boll im Jahr 2005.

## Privatleben
Turner ist lesbisch. Turner und Rose Troche trafen Anfang der 1990er Jahre in Chicago aufeinander, wo Troche die UIC-Filmhochschule besuchte und gerade eine Reihe von Kurzfilmen produzierte. Die beiden wurden ein Paar, trennten sich jedoch 1993 wieder. Zeitweilig war Turner mit der Schauspielerin Portia de Rossi liiert.

## Filmografie (Auswahl)
- 1994: Go Fish
- 1996: The Watermelon Woman
- 1997: Chasing Amy
- 1997: Preaching to the Perverted
- 1998: Dogma
- 1998: Death Valley – Im Tal des Todes (Dante's View)
- 2000: American Psycho
- 2001: The Fluffer
- 2002: Pipe Dream – Lügen haben Klempnerbeine (Pipe Dream)
- 2005: Dani and Alice
- 2005: The Notorious Bettie Page (Drehbuch)
- 2004–2005: The L Word – Wenn Frauen Frauen lieben (The L Word, Fernsehserie, 4 Folgen)
- 2005: BloodRayne (Drehbuch)
- 2007: Itty Bitty Titty Committee
- 2010: The Owls
- 2014: Crazy Bitches
- 2016: Superpowerless
- 2018: Charlie Says
- 2025: Ride or Die